# 尤素福·韋德拉奧果
尤素福·韋德拉奧果（英語：Youssouf Ouédraogo，1952年12月25日—2017年11月18日）是布吉納法索政治家，他在1992年時成為布吉納法索自了1983年以來第一個總理，任期從1992年6月16日持續至1994年3月22日。而在1999年1月至2007年6月期間，他則擔任了布吉納法索外交部部長，並且同時也是執政黨民主暨進步議會的成員。